# Ochyrocera minima
Ochyrocera minima là một loài nhện trong họ Ochyroceratidae. Loài này phân bố ở Venezuela.